# Broccostella
Broccostella è un comune italiano di 2 617 abitanti della provincia di Frosinone nel Lazio.

## Geografia fisica

### Territorio
Il comune di Broccostella si trova nei pressi della città di Sora.
Il centro storico si trova a 527 m s.l.m. sul colle Brocco; il paese poi si è sviluppato a valle, a Madonna della Stella, il centro principale lungo la SS 627.
Sotto il colle Brocco scorre il fiume Fibreno, che nasce nel vicino lago di Posta Fibreno, e confluisce nel Liri, nel comune di Sora.

## Origini del nome
Il nome del comune fa riferimento a due antiche località. Una è Brocco (Broctus nel medioevo) il cui nome deriva dal colle ove giace, forse derivante a sua volta da nome latino di persona. L'altra è contrada Madonna della Stella, lungo la via Sferracavalli, la strada che collega Sora con Cassino.

## Storia

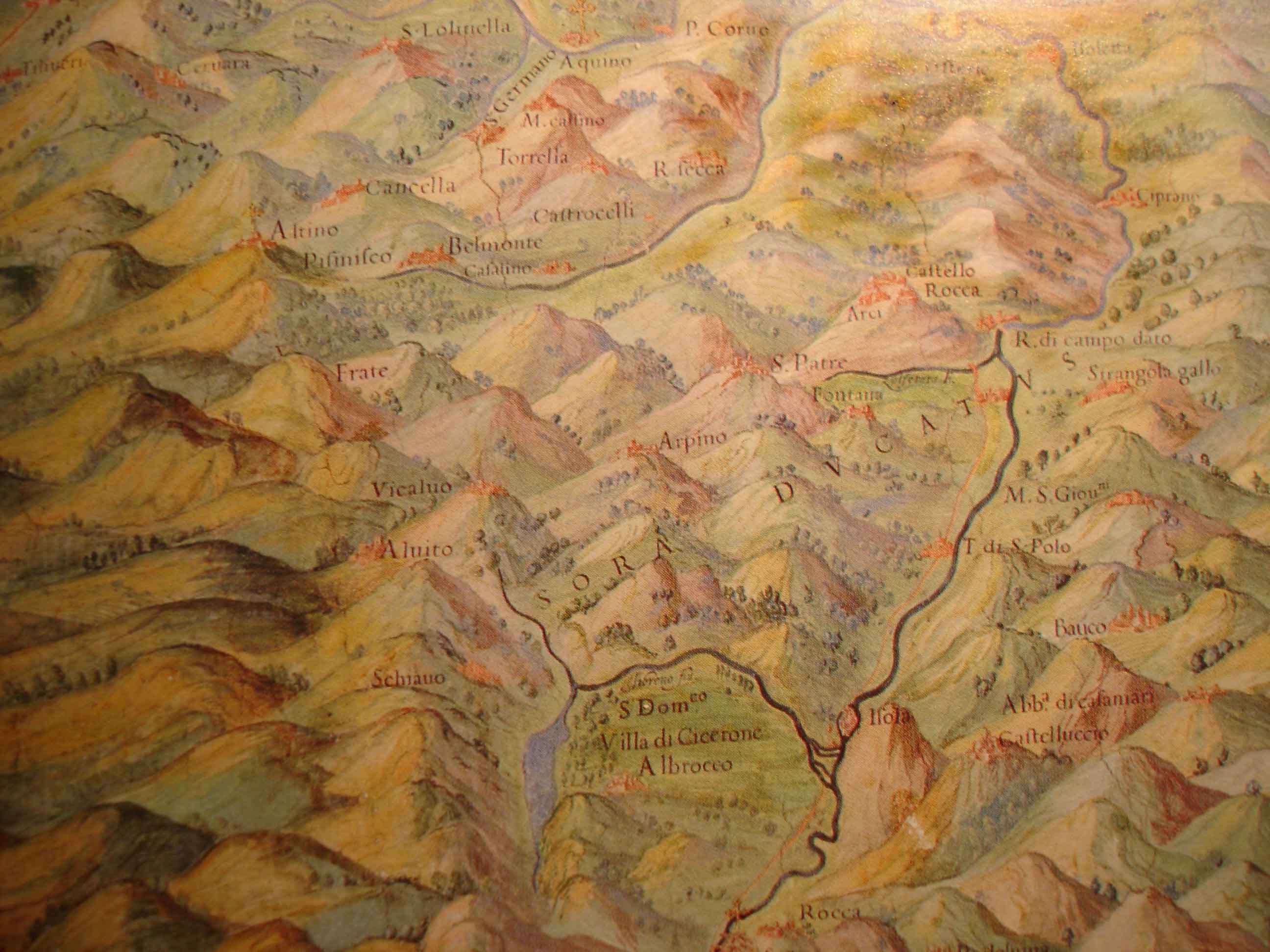
Rappresentazione del territorio dell'odierno Comune di Broccostella negli affreschi dei palazzi Vaticani.

Presso il centro Madonna della Stella sono stati ritrovati reperti che fanno pensare ad un insediamento di epoca romana.
In un documento del 1017 si fa riferimento al colle Brocco e ad una chiesa di San Vito, ma non ad un centro abitato. Il castello fu eretto tra questa data e il 1137.
Il castello di Brocco, seguendo le vicende di Sora, fu al centro dello scontro tra Imperatori e Papi nel basso Medioevo Nel 1230 fu distrutto da Federico II come altri centri fortificati della Ducato di Sora. Un anonimo nel 1579 lo descrive come:

## Monumenti e luoghi d'interesse

### Architetture religiose
- Chiesa Madonna della Stella, progettata dall'architetto Giuseppe Zander, costruita negli anni sessanta e consacrata nel 1968, si trova in piazza Don Domenico Cardi, intitolata al parroco che ne volle la costruzione. Nel 2010 la chiesa è stata interessata da un restauro e da un adeguamento liturgico con la posa in opera di tre mosaici realizzati da Augusto Ranocchi. È stata riaperta al culto il 5 settembre 2010 e l'altare è stato consacrato dal vescovo mons. Filippo Iannone.
- Chiesa San Michele Arcangelo, si trova nel centro storico di Brocco, in piazza mons. Edoardo Facchini, dal nome del parroco di Brocco che, nel 1935, fu elevato alla dignità di Vescovo di Alatri.
- Chiesa Madonna delle Chiaie, a Brocco Alto, la cui esistenza è documentata sin dal XVI secolo, ma risalente, con ogni probabilità, al XV secolo, conserva un pregevole affresco del XV secolo raffigurante una Madonna con il Bambino.
- Parrocchia di Santa Maria della Stella e San Michele Arcangelo. Il parroco dell'antica e storica parrocchia di San Michele Arcangelo e futuro vescovo di Alatri mons. Edoardo Facchini, prospettò al vescovo di Sora mons. Antonio Maria Iannotta, sin dal 1922, l'erezione di una seconda parrocchia nella chiesa di Santa Maria della Stella, posta nella omonima contrada, nella pianura di Broccostella, erezione che avvenne con Decreto del 16 luglio 1931, dopo che l'ingegner Giuseppe Tronconi ebbe a donare l'antica chiesa della Madonna della Stella (ora sconsacrata e proprietà di un privato), posta all'incrocio tra via Stella e l'odierna via San Martino.

### Architettura civile
- Palazzo Benacquista - Iafrate, già De Santis, che si trova in via Roma, nel centro storico di Brocco Alto, un edificio con loggiato, posto su due piani, costruito nel Cinquecento e che fu la residenza del Reverendo don Cesare de Santis (nato nel 1586 - ?).
- Palazzo Ferri, costruito verso la fine dell'Ottocento, si trova in contrada Madonna della Stella, all'incrocio tra la strada per Sora e la strada per Brocco Alto. Nel 1915 fu adibita a provvisoria sede comunale fino agli anni cinquanta.

### Architettura militare
- Castello di Brocco (XV secolo), dell'originario Castello rimangono cinque torri ed alcuni tratti di mura.

### Altro
- Centro Storico, piccolo e che sviluppa intorno a via San Michele, via Sant'Antonio e via Rua Piana, è quasi del tutto abbandonato in quanto a partire dai primi anni del Novecento la popolazione iniziò a trasferirsi a valle dove nel 1915 fu portata la sede municipale.

### Aree naturali
- Monumento naturale Fiume Fibreno e Rio Carpello

## Società

### Evoluzione demografica
Abitanti censiti

### Religione
La popolazione professa per la maggior parte la religione cattolica nell'ambito della diocesi di Sora-Cassino-Aquino-Pontecorvo, il parroco attualmente presente è don ercole di zazzo

## Cultura

### Istruzione

#### Biblioteche
- Biblioteca Parrocchiale "Don Domenico Cardi" : La Biblioteca parrocchiale, intitolata al parroco don Domenico Cardi (1917-1997) che la fondò con un lascito in libri e fondi per l'aggiornamento, contiene più di settemila volumi ed è accessibile al pubblico previo appuntamento.

#### Scuole
Broccostella è sede dei seguenti istituti scolastici statali, inerenti al ciclo scolastico della scuola primaria di primo grado:
- Istituto Comprensivo Statale "Evan Gorga".

### Arte
Storica era la lavorazione della terracotta, ancora diffusa: di questi ultimi prodotti brocchesi si conservano degli esemplari nel Museo nazionale delle arti e tradizioni popolari di Roma.

### Eventi
- La Fiera della Madonna della Stella, si svolge dal 1863, la domenica successiva l'8 settembre di ogni anno.

## Economia
Di seguito la tabella storica elaborata dall'Istat a tema Unità locali, intesa come numero di imprese attive, ed addetti, intesi come numero di addetti delle imprese locali attive (valori medi annui).
|              | 2015                  |                              |                            |                |                       |                     | 2014                  |                | 2013                  |                |
| ------------ | --------------------- | ---------------------------- | -------------------------- | -------------- | --------------------- | ------------------- | --------------------- | -------------- | --------------------- | -------------- |
|              | Numero imprese attive | % Provinciale Imprese attive | % Regionale Imprese attive | Numero addetti | % Provinciale Addetti | % Regionale Addetti | Numero imprese attive | Numero addetti | Numero imprese attive | Numero addetti |
| Broccostella | 200                   | 0,60%                        | 0,10%                      | 658            | 0,75%                 | 0,15%               | 195                   | 715            | 208                   | 780            |
| Frosinone    | 33.605                |                              | 7,38%                      | 106.578        |                       | 6,92%               | 34.015                | 107.546        | 35.081                | 111.529        |
| Lazio        | 455.591               |                              |                            | 1.539.359      |                       |                     | 457.686               | 1.510.459      | 464.094               | 1.525.471      |

Nel 2015 le 187 imprese operanti nel territorio comunale, che rappresentavano lo 0,56% del totale provinciale (33.605 imprese attive), hanno occupato 651 addetti, lo 0,61% del dato provinciale; in media, ogni impresa nel 2015 ha occupato più di tre addetti (3,48).

## Amministrazione
Nel 1927, a seguito del riordino delle circoscrizioni provinciali stabilito dal regio decreto 2 gennaio 1927, n. 1, per volontà del governo fascista, quando venne istituita la provincia di Frosinone, Brocco passò dalla provincia di Caserta a quella di Frosinone.
In seguito al terremoto del 13 gennaio 1915 la sede comunale fu trasferita - dapprima provvisoriamente ma dal 24 settembre 1915 definitivamente - da Piazza Municipio (Brocco Alto) a valle, nel Palazzo Ferri, in contrada Madonna della Stella, nei pressi dell'incrocio tra la strada per Brocco Alto e la via Sferracavalli, la strada che collega Sora con Cassino.
La costruzione del nuovo Palazzo civico, in via Stella, rese definitivo, nei fatti, il trasferimento della sede comunale in pianura e per qualche anno ancora venne mantenuta la denominazione di Brocco. Poi, con decreto del Presidente della Repubblica 26 aprile 1954, n. 524, venne aggiunto Stella, da Madonna della Stella.

### Gemellaggi
- Navan, dal 2005

### Altre informazioni amministrative
- Fa parte della Comunità montana Valle del Liri.
- Fa parte dell'Unione dei comuni del Lacerno e del Fibreno.
- Fa parte del Consorzio di bonifica Conca di Sora.

## Sport
- A.S.D. Pallavolo Broccostella;
- A.S.D Sporting broccostella é una società calcistica nata nel 1983. Dal 1893 ad oggi la massima categoria raggiunta da questa società è la promozione dai campionati 2011/2012 fino al campionato 2014/2015.
- A.S.D Nuova Broccostella